# مونیکا استاب
مونیکا استاب (انگلیسی: Monika Staab؛ زادهٔ ۹ ژانویهٔ ۱۹۵۹) بازیکن فوتبال اهل آلمان است.
از باشگاه‌هایی که در آن بازی کرده‌است می‌توان به باشگاه فوتبال آینتراخت فرانکفورت (زنان) و باشگاه فوتبال زنان پاری سن ژرمن اشاره کرد.